# Kamenskij (Oblast' di Saratov)
Kamenskij (in russo Каменский?) è un insediamento di tipo urbano dell'oblast' di Saratov, in Russia, situato nel distretto Krasnoarmejskij.
Il villaggio si trova sulle alture del Volga, nel bacino del fiume Karamyš, 110 km a sud-ovest di Saratov e a 37 km da Krasnoarmejsk.